# Miyuki Tanobe
Miyuki Tanobe (田野辺 みゆき, Tanobe Miyuki, née le 20 décembre 1937 à Morioka au Japon) est une peintre québécoise. Ses tableaux peints dans le style nihonga illustrent la vie quotidienne montréalaise.
Elle est membre de l'Ordre du Canada et de l'Ordre national du Québec. Elle est représentée par la Galerie Valentin.

## Biographie
Tanobe étudie, dès l’âge de 11 ans avec Itaru Tanabe, grand maître de la peinture à l’huile. Le réputé Chou Ota prend personnellement en charge la jeune étudiante. En 1959, Tanobe est diplômée professeure de dessin et de peinture de l’école des Beaux- Arts de l’Université de Tokyo. Elle sera l’étudiante de Seison Maida, maître incontesté du nihonga. En 1960-61, elle tient ses toutes premières expositions et est acceptée par l’INTIN (Salon d’automne de la peinture Nihonga à Tokyo). En 1962 et 1963, elle travaille à l’atelier La Grande Chaumière à Paris. En 1963, Tanobe s’inscrit à l’École nationale supérieure des beaux-arts de Paris et étudie avec le maître Roger Chapelain-Midy. En 1966, Mme Tanobe revient au Japon. Elle s’établit à Montréal en 1971, à la suite de sa rencontre avec Maurice Savignac. Elle a le coup de foudre pour les quartiers populaires de la ville qu’elle dépeint avec humour et souci du détail. À partir de 1972, Tanobe tient régulièrement des expositions solo avec la galerie L'Art français qui deviendra plus tard la Galerie Valentin.
Parmi les distinctions reçues tout au long de sa carrière, Miyuki Tanobe obtient le prix du Conseil des arts du Canada en 1981 pour son illustration du poème de Gilles Vigneault Les gens de mon pays. Elle illustre en 1983 le livre Bonheur d'occasion de Gabrielle Roy ce qui fait dire à cette auteure « qu'elle est émouvante cette rencontre du lointain Japon avec notre grouillant et familier Saint-Henri ».
En 1994, elle est reçue membre de l’Académie royale des arts du Canada en 1994 et est nommée officière de l’Ordre national du Québec l’année suivante. En 1999, la Monnaie royale canadienne lui demande d’illustrer une pièce de collection de 50 cents, Les petits sauteux, dans le cadre de la série Célébration du folklore et des légendes québécoises. En 2002, la délégation générale du Québec à Paris choisit une de ses peintures avec celles de Riopelle, Marc-Aurèle Fortin et Derouin pour son service de vaisselle. La même année, elle devient membre de l’Ordre du Canada et est médaillée de l’Ordre du Jubilé.
Tanobe travaille surtout le nihonga sur panneaux d'Isorel avec un fond traité à l’acrylique. Au début de sa carrière, elle utilisait surtout comme médium l’acrylique, la gouache et l’huile.
En 2012, une murale est inaugurée dans l'arrondissement de Verdun en hommage à Tanobe. Elle reproduit une œuvre originale de l'artiste.

## Thème
Les œuvres de Tanobe représentent la vie des gens dans les quartiers populaires de Montréal ou d’autres villes de la province. Elle peint les parcs envahis par petits et grands, parfois des scènes de mariages champêtres et des scènes marines très animées. Elle a peint aussi la vie des gens de New York ainsi que celle des gens des différentes provinces canadiennes. Tanobe peint également de nombreuses scènes de hockey.

## Technique utilisée
Tanobe emploie volontiers le style documentaire, souvent humoristique et très coloré, se rapprochant du style naïf.

Le Nihon-ga est une technique japonaise apparue vers la fin du XIXe siècle. Elle est basée sur l’emploi de la couleur en poudre broyée à la main, liée avec de la colle et appliquée avec le pinceau et l’eau. Des cristaux de roches, du sable et d’autres matières minérales sont incorporées pour donner plus ou moins de corps à la matière picturale.

## Support
Comme support, Tanobe utilise le papier de riz tendu sur un châssis ou un panneau rigide. Elle privilégie cependant le masonite sur lequel est appliquée une couche de gesso puis une base acrylique.

## Expositions solo
- 1964 : Galerie Royale, Paris
- Mars 1972 : Galerie L’Art français, Montréal
- Été 1973 : Terre des Hommes, Pavillon japonais, Montréal
- Novembre 1974 : Galerie L’Art français, Montréal
- Octobre 1976 : Galerie Marlborough Godard, Montréal
- Décembre 1976 : Galerie Marlborough Godard, Toronto
- 1978 : Galerie L’Art français, Montréal
- Novembre 1979 : Galerie L’Art français, Montréal
- Novembre 1980 : Galerie L’Art français, Montréal
- Décembre 1980 et 1981 : Place des Arts, Montréal
- 1981 : Galerie L’Art français, Montréal
- Juin 1981 : Musée d'art de Joliette, Joliette
- 1982 : Galerie L’Art français, Montréal
- Avril 1982 : Art Expo New York, New York
- Octobre 1983 : Galerie L’Art français, Montréal
- Novembre 1983 : 10e anniversaire, délégation du Québec, Tokyo
- Septembre 1987 : Délégation générale du Québec, New York
- Octobre 1987 : Galerie L’Art français, Montréal
- 1991 : Ambassade du Canada à Tokyo, avec la participation de la Galerie Jean-Pierre Valentin
- Septembre 1993 : Rétrospective Jardin japonais du Jardin botanique de Montréal, avec la participation de la Galerie Jean-Pierre Valentin
- Avril 1995 : Rétrospective Musée Pierre Boucher, Trois-Rivières

## Expositions collectives
- Automne 1962 : Salon d’Automne de la peinture Nihonga, Tokyo
- Automne 1963 : Salon d’Automne de la peinture Nihonga, Tokyo
- Été 1974 : L’Homme et son Univers, Musée des beaux-arts de Montréal
- 1973 : Terre des Hommes, Pavillon Japonais, Montréal
- 1974 : Terre des Hommes, MBAM, Chez Arthur et Caillou Lapierre
- Automne 1974 : Galerie Marlborough Godard, Montréal
- Printemps 1975 : Galerie Marlborough Godard, Montréal
- Juin à juillet 1975 : Québec Fête, Centre d’Art du Mont-Royal
- Janvier 1978 : Place des Arts, Montréal
- Mai à juin 1978 : Musée des beaux-arts de Montréal, Tableaux de la collection CIL d'œuvres d’art
- Novembre 1979 : Musée d'art contemporain de Montréal
- Juin à septembre 1979 : Vivre en Ville, Terre des Hommes, Expo itinérante, Montréal, Toronto et Calgary
- 1979-1983 : Œuvres Personnelles de Miyuki Tanobe, Toronto, Calgary et Vancouver
- Avril 1982 : Art Expo New York avec la Galerie L’Art français de Montréal
- 1983 : Vivre en Ville, Expo itinérante à travers le Canada, Lavalin
- 1983 : Made in Canada IV, Bibliothèque et Archives Canada, Ottawa
- Novembre 1984 : Made in Canada, Bibliothèque et Archives Canada, Ottawa
- 1985 : Regards sur 31 Femmes Artiste, M.C.C.I. Montréal
- Avril 1989 : Les Femmeuses’89, Pratt & Whitney Canada, Montréal
- Octobre à avril 1989 : Le Moi Secret, Bibliothèque et Archives Canada, Ottawa
- Avril 1990 : Les Femmeuses’90, Pratt & Whitney Canada, Montréal
- 1991 à 2006 : Les Femmeuses. Pratt & Whitney Canada, Longueuil
- 1996-hiver 2013 : Petits formats, Galerie Valentin, Montréal
- Printemps 1999 : Autoportrait, Galerie Valentin, Montréal
- 2005 : Impromptu. Galerie Valentin, Montréal
- 2001-printemps 2013 : Le choix des artistes, Galerie Valentin, Montréal

## Collections permanentes
- Musée des beaux-arts de Montréal, Montréal
- Musée national des beaux-arts du Québec, Québec[11]
- Musée d'art de Joliette, Joliette
- Centre Saidye Bronfman, Montréal

## Collections
- Lavalin, Montréal
- C. I. L. Montréal
- Banque Laurentienne, Montréal
- Centre de Recherche et Développement, Pratt & Whitney
- Shell Canada, Ressources
- Reader's Digest, Montréal
- Les Éditions de l'Homme, Montréal
- L’Express d’Outremont
- Téléglobe
- Auberge Les Trois Tilleuls
- La Taverne Magnan
- Gescofin Corporation
- E.D. Foods
- Association des hépatologues de Montréal
- Heenan Blaikie Avocats
- Les Immeubles Realties
- Gestion P. Charland
- Les Constructions D.J.L. Inc.
- Chantal Holdings
- La Confédération des Caisses Populaires Desjardins
- Jardin botanique de Montréal
- A.K. Trading & Consulting
- Centre Immaculée-Conception
- Les immeubles Genesee Ltée
- Cassidy Richfab Inc.
- Réseau HEC
- La Royale et Sunalliance
- Beaudier Inc.
- Groupe Progima
- Clinique de radiologie de Hull

## Filmographie
- 1980 : Office national du film du Canada, Le monde éphémère de M. Tanobe[12]
- 1982 : CBC, Seeing it our way
- 1985 : Radio-Québec, Arrimage
- 1987 : Radio-Québec, Le Magazine
- 1995 : Remise de l'insigne d'officière (Ordre national du Québec)[13]
- 2003 : Radio-Canada
- 2012 : Inauguration de la murale de Tanobe à Verdun, Le journal de Québec [14]